# Departamento de Arquitectura y Diseño Industrial - Universidad de Pamplona
El Departamento de Arquitectura y Diseño Industrial es una de las 5 unidades académicas de la Facultad de Ingeniería y Arquitectura de la Universidad de Pamplona. Tiene sede en la ciudad de Pamplona, en La Casona y en la  sede de Villa del Rosario, área metropolitana de Cúcuta. Se encarga como su nombre lo indica de los programas de Arquitectura y Diseño Industrial. El Director es Alirio Rangel Wilches.

## Plan de estudios

### Diseño Industrial
- Primer Semestre: Álgebra y geometría, Cátedra Faria, Introducción al diseño, Taller de diseño I y Técnicas de representación I.

- Segundo Semestre: Arte y tecnología, Diseño gráfico y multimedia, Habilidades comunicativas, Proyecto I, Técnicas de representación II y Teoría del colo.

- Tercer Semestre: Educación ambiental, Ergonomía I, Historia del diseño, Materiales de ingeniería, Proyecto II, Técnicas de representación III.

- Cuarto Semestre: Diseño asistido por computador I, Estética, Investigación de diseño I, Materiales de ingeniería II y Técnicas de representación I.

- Quinto Semestre: Ergonomía II, Ingeniería de Proyectos I, Presente del diseño, Proyecto III y Semiótica del arte.

- Sexto Semestre: Diseño asistido por computador II, Electiva sociohumanistica, Ingeniería de proyectos II, Procesos de manufactura y Proyecto IV.

- Séptimo Semestre: Compartamiento del consumidor, Electiva profesional, Electiva Sociohumanistica, Investigación de diseño, Política y Legislación ambiental, y Productividad y competitividad.

- Octavo Semestre: Diseño asistido por computador III, Electiva profesional II, Gestión ambiental, Proyecto V y Sistemas avanzados de manufactura.

- Noveno Semestre: Diseño concurrente, Electiva profesional III, Estudio de impacto ambiental, Ética, Proyecto VI y Tendencias del diseño.

- Décimo Semestre: Actividad deportiva, recreativa y cultura, Cívica y constitución, Informática básica y Trabajo de grado.

## Enlaces
- Universidad de Pamplona
  - Universidad de Pamplona - Plan de estudios de Arquitectura
  - Universidad de Pamplona - Plan de estudios de Diseño Industrial

- Datos: Q5802856